# Млада Болеслав
Млада Болеслав (на чешки: Mladá Boleslav) е град в Чехия, административен център на Средночешки край и на едноименния окръг. Населението му е 47 346 жители (2025 г.), а площта му е 28,90 km2. Градът се намира на 241 m надморска височина, на 50 km североизточно от Прага. В Млада Болеслав е централата на чешкия автомобилен производител „Шкода Ауто“.

## История
Млада Болеслав е основан през втората половина на 10 век от Болеслав II като кралски замък. По времето на основаването му, близо до Прага вече съществува замък под името Болеслав, ето защо новият замък е наречен Mladá („Млада“, в смисъл на „Нова“) Болеслав, което му позволява лесно да се отличава от по-стария замък, получил през 15 век названието Stará Boleslav („Стара Болеслав“).
Благодарение на изгодното си разположение (на пътя от Прага към Лужица и Бранденбург) Млада Болеслав бързо се развива и получава права на кралски град през 1334 и 1436 г., но през 17 век изпада в упадък.
През 16 век градът е главно средище на „Чешките братя“, които основават тук една от първите си печатници.
В края на 19 век преживява прераждане, благодарение на основаването на завода „Шкода“. Млада Болеслав процъфтява благодарение на автомобилните заводи и понастоящем.
Градът е главен център на чешката автомобилна промишленост, като се произвеждат предимно леки автомобили. Има и незначителна захарна промишленост.

## Личности
Родени:
- Ян Железни, чешки атлет, роден на 16 юни 1966 г.
- Венцеслав Черни (1865 – 1936) – чешки художник.

## Побратимени градове
- Кингс Лин, Великобритания
- Вантаа, Финландия

## Галерия
- Младоболеславският замък
- Дворецът „Темпъл“
- Църквата „Св. Хавел“
- Eнорията на „Чешките братя“
- Градският театър